# Parafia Najświętszego Serca Pana Jezusa w Węgierkach
Parafia Najświętszego Serca Pana Jezusa w Węgierkach – rzymskokatolicka parafia należąca do dekanatu wrzesińskiego II. Erygowana w 1969 roku.

## Dokumenty
Księgi metrykalne: 
- ochrzczonych od 1959 roku
- małżeństw od 1959 roku
- zmarłych od 1960 roku